# Dance of the Dead (2008)
Dance of the Dead is een Amerikaanse independent horror-komedie uit 2008 onder regie van Gregg Bishop. In Nederland kwam de film in januari 2009 als direct-naar-dvd uit. Dance of the Dead moet niet worden verward met het gelijknamige deel uit de Masters of Horror-reeks dat verscheen in 2005, waarmee geen verband bestaat.

## Verhaal

### Proloog
Een grafdelver op een kerkhof komt een vaasje bloemen op een graf zetten, alleen valt dit telkens om wanneer hij het loslaat. Wanneer hij zijn oor op de grond legt omdat hij denkt wat te horen, schiet er een hand uit het graf die hem bij de keel grijpt. Nadat hij deze met een heggenschaar van de arm knipt, gooit hij hem in een doos met daarin nog meer losse, doch bewegende menselijke lichaamsdelen.

### Plot
Het schooljaar op een middelbare school in Georgia loopt ten einde en de laatstejaars bereiden zich voor op het prom-feest. De uitgesproken sarcastische James 'Jimmy' Dunn (Jared Kusnitz) moet nablijven evenals rouwdouwer Kyle Grubbin (Justin Welborn). Zijn vriendinnetje Lindsey (Greyson Chadwick) deelt hem bovendien mee dat ze niet met hem naar het prom gaat omdat hij niets serieus neemt. In plaats daarvan gaat ze met de gladde Mitch (J. Jacob Adelman).
De verlegen Steven (Chandler Darby) is eveneens weinig gelukkig. Hij wil graag cheerleader Gwen (Carissa Capobianco) meenemen naar het eindbal, maar voor hij haar kan vragen, vertelt ze hem dat ze daar graag heen wil met rocker Nash Rambler (Blair Redford) en Steven druipt af. In plaats van op het prom gaat hij op die avond maar rondhangen met zijn vrienden Rod (Mark Lynch), Jules (Randy McDowell) en George (Michael V. Mammoliti) van de Sci-Fi-club, die laag op de sociale ladder staan. Samen gaan ze die avond naar het kerkhof, op zoek naar paranormale verschijnselen. Ze treffen er in een mausoleum een tegen de muur staande doodskist aan, die leeg blijkt te zijn wanneer Rod hem opent. Direct daarna wordt deze aangevallen en gedood door de 'bewoner' van de kist, die in een zombie is veranderd.
Binnen de kortste keren is het stadje vergeven van de mensenvlees-etende ondoden, waardoor Jimmy, Kyle en Gwen samen in het riool belanden. Daar ontdekken ze massa's gedumpt chemisch afval van de dichtbijgelegen elektriciteitscentrale, dat waarschijnlijk de zombieplaag heeft veroorzaakt. Ze concluderen dat het prom een walhalla's moet zijn voor wezens op zoek naar vers jong mensenvlees. Wanneer ze erheen gaan om te proberen een ramp te voorkomen, komen ze Lindsey en de overgebleven leden van de Sfi-Fi-club tegen in wat een huis lijkt, maar een uitvaartcentrum blijkt te zijn.
Na zich zo goed en kwaad als het kan de zombies van het lijf te hebben gehouden, willen de overlevenden met een auto doorreizen naar het prom, maar worden vrijwel direct na vertrek de achterbanden van de wagen lek geschoten. De dader blijkt gymcoach en militair enthousiast Keel (Mark Oliver). Hij dacht dat er ondoden in de auto zaten. Daarop vertrekt de groep onder zijn leiding alsnog naar het schoolgebouw, waar het inmiddels krioelt van de zombies die gestopt dienen te worden.

## Rolverdeling
- Lucas Till - Jensen
- Hunter Pierce - Dave The Drummer
- Jonathan Spencer - Frank Hammond
- Stephen Caudill - Rector Castlemoody
- Zoe Myers - Jennifer

## Trivia
- Wanneer Jimmy op weg gaat naar het prom in de wagen van de pizzeria waarvoor hij werkt, schreeuwt zijn baas hem over de radio toe dat hij eerst nog een bezorging moet doen. De stem die hem dit toeschreeuwt, is die van regisseur Bishop.
- Sam Raimi koos Dance of the Dead uit om uit te geven als onderdeel van zijn nieuwe divisie bij Lionsgate, genaamd Ghosthouse Underground.